# Alemán (rappeur)
Pour les articles homonymes, voir Alemán.
Alemán, de son vrai nom Érick Raúl Alemán Ramírez (né le 25 février 1990 à Cabo San Lucas, Basse-Californie du Sud), est un rappeur et compositeur mexicain.

## Biographie
Il commence sa carrière musicale en 2005, à l'âge de 14 ans, en faisant partie du groupe 2 Rimas créé avec son ami MC King. Un an plus tard, en 2006, le groupe est rejoint par DJ Phat, ils changent le nom du groupe en Doble Rima, et ensemble ils travaillent sur leur premier album Click Clack punto exacto (2009). En 2013, il fait partie du collectif de hip-hop Mexamafia (MXM), qu'il quitte quelque temps plus tard. En 2014, il fait partie du label Gooti Récords, qu'il quitte peu après la sortie de son premier album Pase de abordar, et à partir de 2015, il rejoint le label Homegrown. 
Pase de abordar est son premier album sorti le 2 septembre 2014 sur le label Gooti Records. Le 17 septembre 2015, la version de luxe est rééditée avec certains arrangements et des titres bonus sur le label Homegrown Entertainment. Le 13 mai 2016, il sort son premier album studio, Rolemos otro, dont le son varie entre le party trap et un rap plus dur. En 2018, il sort Eclipse, un album dans lequel participent C. Tangana, Kidd Keo, Akapellah sur plusieurs de ses morceaux, Remik González et Fntxy sur plusieurs titres ainsi que sur la production.
En 2025, il annonce et sort son album De vuelta a las Andadas.

## Discographie
- 2012 : La doble rima (album collaboratif)
- 2014 : Pase de abordar
- 2016 : Rolemos otro
- 2018 : Eclipse
- 2019 : Humo en La Trampa
- 2020 : Humo en la Trampa 2
- 2021 : Humo en la Trampa 3
- 2021 : Huracán
- 2023 : Haciéndolo fino
- 2024 : Confesiones (EP)
- 2024 : Rich Mafia V1
- 2025 : De vuelta a las Andadas